# Mogens Kilde
Mogens Alfred Kilde (født 16. januar 1917 i Hellerup, død 23. februar 1988) var en dansk kinoorganist. Han  tog  organisteksamen fra musikkonservatoriet i 1937, og var ansat  i biografen Palladium i København fra 1940-1952. Igennem disse år blev hver biografforestilling indledt med et langt nummer på Wurlitzer-orglet. 
Wurlitzer-orglet (opkaldt efter Rudolph Wurlitzer 1831–1914) var det første og eneste af sin slags i Danmark. Det var et underholdningsorgel med tre manualer, som blev drevet af luft. Et kabel med 1200 ledninger førte over til magnetventilerne som åbnede og lukkede for luften til orgelpiberne. 
Orglet repræsenterede alle instrumenter heriblandt to flygler, et helt filharmonisk orkester, et swingorkester og et jazzorkester.
Mogens Kilde  turnerede også med sit hammondorgel, bl.a. til Moulin Rouge i Vejle, og han medvirkede ofte i radio- og tv-udsendelser.  I 1952  blev han ansat i Danmarks Radio, først som programsekretær og i 1959 blev han souschef i tv's underholdningsafdeling.

## Kompositioner
Kilde skrev en del underholdnings- og dansemusik, blandt andet:
- 1936 – kantate for blandet kor og orgel
- 1941 – balletsuiten Pigen fra Strøget
- 1941 – Lille Suite for klaver